# Велшки чемпионшип
Велшки чемпионшип (енгл. Welsh Championship) је други ранг рагби 15 такмичења у Велсу.

## О такмичењу
Овим такмичењем руководи Рагби савез Велса. Клубови имају прилику да се пласирају у виши ранг.
Учесници
- Бедо
- Мертир
- Атлетик Бриџенд
- Кардиф метрополитан
- Глинет
- Лахаран
- Мертир
- Нарбет
- Њубриџ
- Њукасл емилин
- РЏЦ 1404
- Понтипол
- Свонси
- Тата стил

## Историја
Списак победника друге лиге Велса у рагбију
- 2013. Ебв вејл
- 2014. Ебв вејл
- 2015. Барџоед
- 2016. Мертир